# Matilde de Baviera (1532-1565)
Mechthilde de Baviera, también Matilde de Baviera (1532 - 1565) fue una princesa de Baviera y margravina de Baden-Baden gracias a su matrimonio.

## La vida
Matilde era una hija del duque Guillermo IV de Baviera (1493-1550) y la princesa María Jacoba de Baden (1507-1580), hija del margrave Felipe I de Baden. La princesa en un principio, se comprometió con el príncipe Felipe Magnus de Brunswick-Wolfenbüttel (1527-1553), pero este murió antes de la boda en la Batalla de Sievershausen. 
Más tarde, el 17 de enero de 1557 se casó en Ratisbona con el margrave Filiberto de Baden-Baden (1536-1569), él conocía bien sus cualidades, descritas como excelentes, ya que habían coincidido en la corte de Múnich, donde pasó tres años como pupilo de su padre Guillermo IV. El matrimonio se celebró sin la dispensa papal (necesaria ya que la madre de Matilde era prima de Filiberto), debido a esto el papa Pablo IV, ordenó al obispo Otón de Waldburg invalidarlo, sin embargo después de largas negociaciones y un pago de 300 florines para la casa de las niñas pobres, pudo conseguirse la autorización.
Su esposo era protestante pero permitió la libertad de culto en sus territorios, siendo de hecho Matilde católica, manteniendo su fe después de casarse. Con la ayuda de la margravina, Juan Ulrico Zasius entró en contacto con Filiberto, para examinar su ortodoxia en nombre del emperador.
Mechthilde murió posiblemente a consecuencia de su último parto. Está enterrada en la colegiata de Baden-Baden. Su viudo murió cuatro años después mientras luchaba contra los hugonotes en la Batalla de Moncontour. El epitafio de la pared de la pareja margravial es obra del escultor Juan de Trarbach.

## Descendientes
Mechthilde tuvo los siguientes hijos de su matrimonio. 
- Jacoba (n. 16 de enero de 1558; m. 3 de septiembre de 1597, asesinada en Düsseldorf), se casó con el duque Juan Guillermo de los Ducados Unidos de Jülich-Cléveris-Berg. Sin descendencia.
- Felipe II (n. 19 de febrero de 1559 en Baden-Baden, m. 17 de junio de 1588), sucedió a su padre como margrave de Baden-Baden. Soltero y sin descendencia.
- Ana María (n. 22 de mayo de 1562; m. 25 de abril de 1583, en Trebon), tercera esposa de Guillermo de Rosenberg. Sin descendencia.
- María Salomé (n. 1 de febrero de 1563; m. 30 de abril de 1600, en Pfreimd). Se casó con el margrave Jorge IV Luis de Leuchtenberg. Con descendencia.
- Un hijo (n. y m. el 31 de octubre de 1565).

Al quedar muy pronto huérfanos de madre y poco tiempo después de padre, sus hijos fueron llevados a Múnich y educados en la corte del hermano mayor de Matilde, el duque Alberto V de Baviera.